# Panslavism

Steagul slav propus de Convenţia panslavă din Praga din 1848

Panslavismul a fost o mișcare politică apărută la mijlocul secolului al XIX-lea care avea ca scop unirea tuturor popoarelor slave. Atenția principală era îndreptată către Balcani, unde slavii sudici erau guvernați de două mari imperii: Austro-Ungaria și Imperiul Otoman. Panslavismul a fost folosit ca unealtă politică atât de Imperiul Rus cât și de Uniunea Sovietică. 

## Originile
Deși mai întâi ideile panslaviste au fost expuse de Vinko Pribojević la începutul secolului al XVI-lea și de Juraj Križanić la mijlocul secolului al XVII-lea, panslavismul s-a dezvoltat la început într-un mod similar cu pangermanismul, prin sublinierea nevoii de unitate. Asemeni altor mișcări naționaliste romantice, intelectualii și oamenii de știință slavi, în special din domeniile istoriei, filologiei și folclorului, au încurajat plin de entuziasm ideiile panslave. 
Cele mai utilizate simboluri panslave au fost culorile panslave (roșu, alb și albastru) și imnul panslav, Hei, slavi.
Mișcare a început odată cu încheierea războaielor din anul 1815. Odată cu încheierea păcii, conducătorii europeni au încercat să restabilească status quo-ul antebelic. Reprezentantul Austro-Ungariei la Congresul de la Viena, Metternich, și-a dat seama că cea mai mare amenințare la adresa acestui status-quo în Austria erau mișcările naționalităților imperiului, care doreau independența. Supușii împăratului de la Viena erau membri a numeroase grupuri etnice, (italieni, români, unguri, etc), proporția de slavi fiind foarte ridicată. 
Prima convenție panslavă s-a ținut la Praga – Boemia în 1848, în timp ce mișcarea slavilor sudici a devenit activă după ce Serbia și-a recucerit îndependența de sub dominația Imperiului Otoman. În acest timp, în Austria a fost pusă în practică o politică internă represivă pentru a pune stavilă naționalismului care amenința unitatea imperiului. 

## Europa Centrală
Prima conferință panslavă s-a ținut în Praga, în 1848 și a fost antiaustriacă, dar și antirusă. Panslavismul s-a bucurat de o anumită influența printre politicienii cehi, dar nu a fost o doctrină politică dominantă, poate cu excepția aceleia care susținea că cehii și slovacii sunt ramuri ale unei singure națiuni. 
Panslavismul a fost folosit ca unealtă politică de Imperiul Rus. În timpul în care mișcarea panslavă era dominată de ruși, iar ideea unității panslave a ajuns să se confunde cu aceea a unirii tuturor slavilor sub tutela Imperiului Rus, apărătorii țariști ai acestei doctrine au ajuns la concluzia că numai rușii sunt "slavi adevărați". Unii au considerat că națiunile slave ar trebui să adopte limba rusă, religia ortodoxă și alfabetul chirilic. Astfel de atitudini extremiste au făcut ca mai vechi sprijinitori ai ideii panslave să se delimiteze de abordarea rusească, sau să o denunțe ca pe o simplă tentativă de rusificare. În timpul primului război mondial, soldații austro-ungari de naționalitate slavă au fost îndemnați să lupte împotriva "opresiunii din Imperiul Austro-Ungar". Astfel s-au format, de exemplu, legiunile cehoslovace.
Întemeierea Cehoslovaciei independente au făcut vechile idei panslave anacronice. Relațiile dintre statele slave au avut suișuri și coborâșuri, apărând chiar și tensiuni între slovaci și cehi. 
Apariția așa-numitului bloc răsăritean după încheierea celui de-al doilea război mondial și, în special, după ocuparea Cehoslaovaciei de Armata Roșie în 1968, au aruncat în ridicol ideea panslavă.

## Balcani
Panslavismul din Balcani a fost total diferit de cel din Europa Centrală, orientându-se fără echivoc către obținerea sprijinului Rusiei. Mișcarea panslavă sudică era apărătoarea obținerii independenței de sub stăpânirea Imperiului Austro-Ungar și a Imperiului Otoman. Sârbii căutau să-i unească pe toți slavii balcanici sub conducerea lor. Serbia, imediat după cucerirea independenței, era un stat mic și, în ciuda instabilității Imperiului Austro-Ungar, acesta din urmă era un adversar redutabila al Serbiei. În această situație, ideea implicării în conflict a Rusiei a părut o alegere bună. 
Slavii sudici au fost printre primii care s-au răsculat împotriva Imperiului Otoman aflat în plin proces de decădere. În 1806 și mai apoi în 1815, Sebia și-a consolidat independența față de otomani. Imediat după obținerea independenței, sârbii au început să caută să extindă controlul tânărului lor stat asupra slavilor balcanici, care nu se aflau încă sub conducerea acestuia. 
În Austro-Ungaria, slavii sudici erau împărțiți în mai multe entități: slovenii (Steiermark/Štajerska, Kärnten/Koroška, Görz/Goricija, Krain/Krajn) și sârbii (în Bosnia și Herțegovina) în zona austriacă, croații și sârbii în zona maghiară (în Regatul autonom Croația-Slavonia). Datorită pozițiilor diferite în cadrul imperiului, scopurile slavilor sudici nu erau aceleași în rândurile diferitelor grupuri etnice. O alternativă puternică la panslavism era austroslavismul, activ în special în rândul slovenilor. Datorită faptului că sârbii erau distribuiți în mai multe provincii, cât și datorită legăturilor lor speciale cu statul independent Serbia, ei se numărau printre cei mai puternici susținători ai independenței slavilor de sud față de Austria. 
După încheierea primului război mondial și crearea Regatului Iugoslaviei sub coroana sârbă, cei mai mulți slavi sudici au fost uniți într-un singur stat. Problema căreia a trebuit să-i facă față statul iugoslav a fost tendința dominatoare a sârbilor în regatul multietnic.

## Polonia
Deși panslavismul timpuriu a suscitat ceva interes printre polonezi, această orientare politică și-a pierdut repede din importanță datorită dominației Rusiei care, în timp ce vorbea despre eliberarea altor popoare slave prin acțiunile frățești ruse, în zonele pe care le stăpânea în Polonia ducea o politică opresivă. Panslaviștii ruși aveau o atitudine ambiguă față de polonezi, reprezentanți pe de-o parte ai unei națiuni slave, dar pe de altă parte, reprezentanți ai unuia dintre cei mai puternici adversari istorici ai Rusiei, Papalitatea Romană. Din punct de vedere istoric, Polonia a căutat să se alieze de-a lungul timpului cu alte națiuni neslave precum Ungaria sau Lituania în Uniunea statală polono-lituaniană (1569 - 1795), o tradiție care l-a făcut pe Friedrich Engels să afirme că "polonezii au pus libertatea lor mai sus de slavismul lor". Panslavismul secolului al XIX-lea a avut o influență mică asupra polonezilor, cu excepția simpatiei pentru alte națiuni slave aflate sub dominație străină și care se luptau pentru câștigarea independenței. După ce Polonia și-a recucerit independența de sub dominația prusacilor, austriecilor și rușilor în 1918, nici o forță politică responsabilă din Polonia nu a avut în programul lor o prevedere panslavă. În timpul epocii comuniste în Polonia, URSS-ul a folosit unealta panslavistă pentru justificarea controlului exercitat asupra fraților polonezi. Panslavismul sovietic a fost perceput ca o manifestare a imperialismului rusesc. 

### Ruși panslavi
- Mihail Cerniaev,
- Nicolai Danilevski,
- Constantin Leontiev
- Mihail Bakunin

### Ucraineni panslavi
- Frăția Sfinților Chiril și Metodie